# Buskea margaritacea
Buskea margaritacea är en mossdjursart som först beskrevs av Pourtalès 1867.  Buskea margaritacea ingår i släktet Buskea och familjen Celleporidae.
Artens utbredningsområde är Mexikanska golfen. Inga underarter finns listade i Catalogue of Life.